# 2512 Tavastia
2512 Tavastia (1940 GG) là một tiểu hành tinh vành đai chính được phát hiện ngày 3 tháng 4 năm 1940 bởi Aust Redmin ở Turku.